# War at the Warfield
War at the Warfield — первый DVD американской группы Slayer, выпущенный в 2003 году лейблом American. DVD содержит полностью записанное 7 декабря 2001 года в Warfield Auditorium, что в Сан-Франциско, концертное выступление, в ходе которого коллектив отыграл 19 композиций. Также DVD содержит 45-минутный видеоролик озаглавленный как Fans Rule, демонстрирующий некоторые кадры запечатлевшие поклонников группы, интервью с ними, а также с самими участниками коллектива.
Кроме этого диск содержит видеоклип группы на композицию Bloodline.

## Выпуск и продажи
Выпущенный через UMVD (Universal Music & Video Distribution), DVD дебютировал на третьей строчке чартов Billboard DVD. В течение первой недели было продано более чем 7 000 экземпляров релиза. 2 июня 2004 года, после продаж 50 тысяч экземпляров DVD, ему был присвоен золотой статус.

## Последняя работа Бостафа
До Рождества 2001, Пол Бостаф перенес хроническую рану локтя, которая препятствовала его способности играть на ударных, приводя к его решению оставить группу. Его последняя работа со Slayer была в Warfield. Бостаф не сожалеет о его времени, проведенном с группой, и описывает период как звездный час в его карьере. Без барабанщика группа была неспособна закончить альбом God Hates Us All. Кинг связался с оригинальным барабанщиком Дейвом Ломбардо спустя почти десять лет после его ухода из группы, и спросил его, не будет ли он против отыграть остаток тура. Ломбардо принял предложение, и играл с группой. После тура, группа продолжала поиск постоянного барабанщика. Но в дальнейшем Дейв Ломбардо присоединился обратно к группе и уже с ним Slayer записали свой следующий альбом Christ Illusion.

## Критика
Российский журнал Dark City, поставив диску наивысший балл, отметил потрясающее звучание концертного выступления, выражаемого в его чистоте, мощности и плотности.
Кроме того звук идеально разложен по пяти каналам.
Визуальный ряд выступления также был отмечен положительно.

## Сэт-лист концерта[2]
1. "Disciple"
2. "War Ensemble"
3. "Stain of Mind"
4. "New Faith"
5. "Postmortem"
6. "Raining Blood"
7. "Hell Awaits"
8. "Here Comes the Pain"
9. "Die By The Sword"
10. "Dittohead"
11. "Bloodline"
12. "God Send Death"
13. "Dead Skin Mask"
14. "Seasons in the Abyss"
15. "Captor of Sin"
16. "Mandatory Suicide"
17. "Chemical Warfare"
18. "South of Heaven"
19. "Angel of Death"

## Участники записи
- Том Арайа – бас, вокал
- Джефф Ханнеман – гитара
- Керри Кинг – гитара
- Пол Бостаф – ударные